# Moses Montefiore
Sir Moses Haim Montefiore (in ebraico משה החיים מונטיפיורי‎?; Livorno, 24 ottobre 1784 – Ramsgate, 28 luglio 1885) è stato un imprenditore e filantropo italiano naturalizzato britannico.

## Biografia
Nacque a Livorno nel 1784 in una famiglia di origine ebraica sefardita che aveva preso il nome del luogo originario, Montefiore Conca nella legazione di Romagna, da dove era stato tratto il leone e la palma del loro stemma, e che forse era passata anche da Montefiore dell'Aso nel Piceno.
Suo nonno, Moses Vito (Haim) Montefiore, era emigrato da Livorno a Londra negli anni 1740, ma aveva mantenuto stretti contatti con la città. Montefiore nacque mentre i suoi genitori, Joseph Elias Montefiore e la sua giovane moglie Rachel, figlia di Abraham Mocatta, un potente mediatore di lingotti di Londra, erano in viaggio per lavoro in città; era il loro primo figlio.
Accumulò una fortuna come banchiere a Londra; la regina Vittoria lo creò baronetto.

Dopo essersi ritirato dagli affari nel 1824, si dedicò alla filantropia per il resto della sua lunga vita, cercando di alleviare le sofferenze degli ebrei di ogni parte del mondo.
Nel 1840, insieme all'ebreo francese Adolphe Crémieux, si recò presso il chedivè d'Egitto Mehmet Ali per convincerlo a riaprire le indagini sul cosiddetto affare di Damasco, che aveva visto condannare senza reali prove dieci ebrei per l'omicidio di un religioso di origine italiana, Tommaso da Calangianus. Il chedivè inizialmente concesse la grazia ai condannati; poi, a seguito delle rimostranze dei due, senza però riaprire il processo, li assolse da ogni accusa. Nel 1846 si recò in Russia. Nel 1857 andò a Gerusalemme: constatate le misere condizioni di vita degli ebrei della città santa, comprò un terreno dal sultano turco su cui edificò le prime venti abitazioni per operai e contadini, nonché un mulino.
Nel 1858 si recò a Roma per cercare di liberare il piccolo ebreo Edgardo Mortara, battezzato di nascosto dalla balia, poi tolto alla famiglia e rinchiuso in un convento. Inoltre si recò in Marocco (1864), in Romania (1867) e di nuovo in Russia (1872), sempre per casi del genere e sempre armato solo della diplomazia britannica. Anche se questi viaggi furono forse senza successo, ebbero però il merito di risollevare il morale alle comunità ebraiche dell'Europa orientale, del Nordafrica e del Levante.

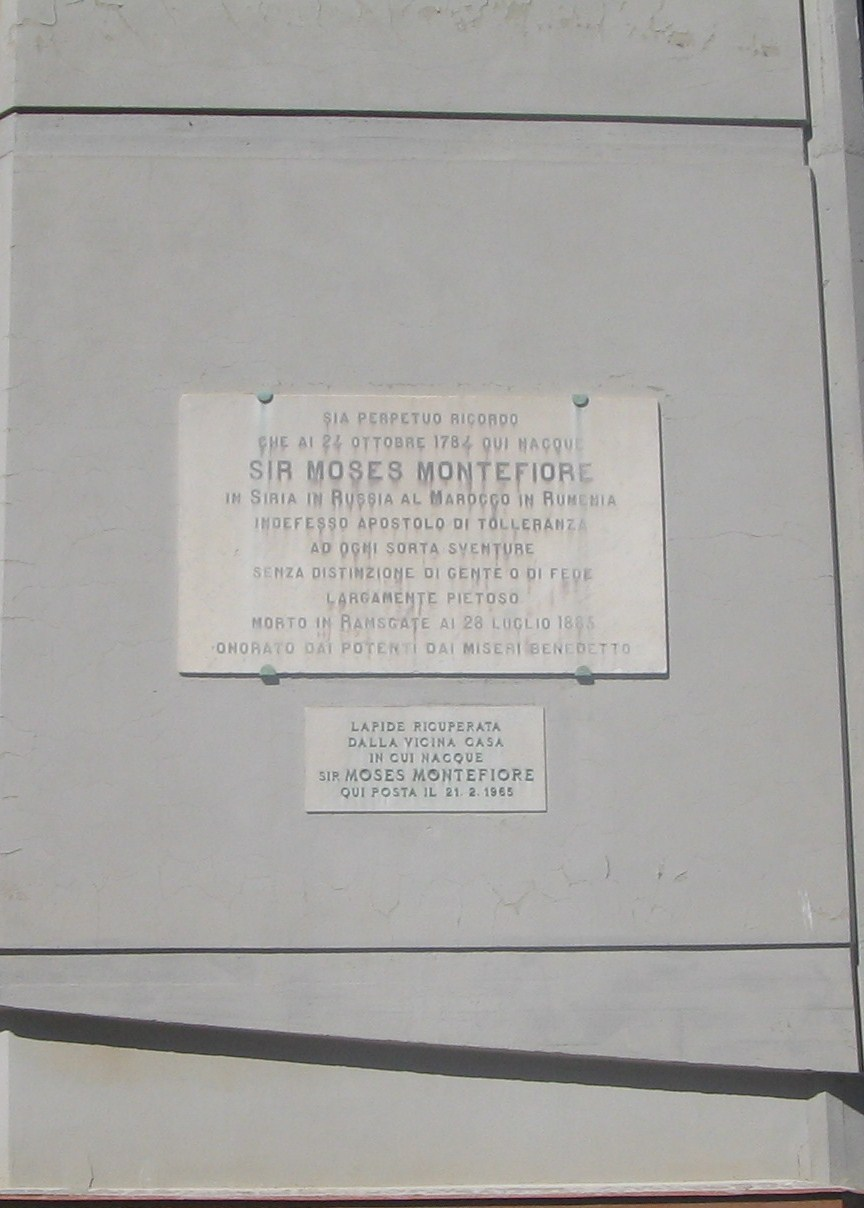
Livorno, lapide commemorativa di Moses Montefiore

Ebbe contatti con i riformatori sociali del tempo, fu attivo nelle iniziative pubbliche volte ad alleviare la persecuzione delle minoranze in Medio Oriente e altrove, e collaborò strettamente con le organizzazioni impegnate nell'abolizione della schiavitù. Un prestito governativo finanziato dai Rothschild e da Montefiore nel 1835 permise al governo britannico di compensare i proprietari terrieri e di abolire la schiavitù nell'impero coloniale.
Massone, fu membro della loggia "Moira" N. 92 di Londra e della loggia "Giuseppe Mazzini" del Cairo, dove fu probabilmente iniziato. A suo nome è intitolata la Loggia londinese "Montefiore Lodge" N.1017 e in suo onore è stata creata a Mihaleni (Romania) nel 1885, anno della sua morte, la loggia "All'Amicizia".
Si trova menzione di Montefiore nei diari di Charles Dickens e nell'Ulisse di James Joyce.